# Stigmomyrmex venustus
Stigmomyrmex venustus är en myrart som beskrevs av Mayr 1868. Stigmomyrmex venustus ingår i släktet Stigmomyrmex och familjen myror. Inga underarter finns listade i Catalogue of Life.